# Дамздорф
Дамздорф (њем. Damsdorf) општина је у њемачкој савезној држави Шлезвиг-Холштајн. Једно је од 95 општинских средишта округа Зегеберг. Према процјени из 2010. у општини је живјело 232 становника. Посједује регионалну шифру (AGS) 1060017.

## Географски и демографски подаци
Дамздорф се налази у савезној држави Шлезвиг-Холштајн у округу Зегеберг. Општина се налази на надморској висини од 51 метра. Површина општине износи 7,8 km². У самом мјесту је, према процјени из 2010. године, живјело 232 становника. Просјечна густина становништва износи 30 становника/km².